# Мрачин
45°26′ пн. ш. 15°24′ сх. д. / 45.43° пн. ш. 15.40° сх. д.
Мрачин (хорв. Mračin) — населений пункт у Хорватії, у Карловацькій жупанії у складі громади Нетретич.

## Населення
Населення за даними перепису 2011 року становило 263 осіб.
Динаміка чисельності населення поселення: